# Open Internacional de Valencia 2022
L'Open Internacional de Valencia 2022 è stato un torneo di tennis giocato sulla terra rossa. È stata la 2ª edizione del torneo, la prima facente parte della categoria WTA 125 nell'ambito del WTA Challenger Tour 2022. Si è giocato al Valencia Tennis Club di Valencia in Spagna dal 6 al 12 giugno 2022.

## Partecipanti al singolare

### Teste di serie
| Nazionalità | Giocatrice          | Ranking* | Testa di serie |
| ----------- | ------------------- | -------- | -------------- |
| Spagna      | Nuria Párrizas Díaz | 45       | 1              |
|             | Varvara Gračëva     | 71       | 2              |
| Cina        | Zheng Qinwen        | 74       | 3              |
| Paesi Bassi | Arantxa Rus         | 78       | 4              |
|             | Anastasija Potapova | 80       | 5              |
| Slovacchia  | Kristína Kučová     | 88       | 6              |
| Romania     | Ana Bogdan          | 93       | 7              |
| Ungheria    | Dalma Gálfi         | 96       | 8              |

* Ranking al 23 maggio 2022.

### Altre partecipanti
Le seguenti giocatrici hanno ricevuto una wildcard per il tabellone principale:
- Aliona Bolsova
- Irene Burillo Escorihuela
- Ángela Fita Boluda
- Solana Sierra

Le seguenti giocatrici sono passate dalle qualificazioni:
- Seone Mendez
- Carole Monnet
- Leyre Romero Gormaz
- Katarina Zavac'ka

La seguente giocatrice è stata ripescata in tabellone come lucky loser:
- Elsa Jacquemot

### Ritiri
Prima del torneo
- Irina-Camelia Begu → sostituita da  Olga Danilović
- Elisabetta Cocciaretto → sostituita da  Elsa Jacquemot
- Marta Kostjuk → sostituita da  Mirjam Björklund
- Aleksandra Krunić → sostituita da  Elisabetta Cocciaretto
- Rebecca Peterson → sostituita da  Réka Luca Jani
- Nadia Podoroska → sostituita da  Renata Zarazúa
- Anna Karolína Schmiedlová → sostituita da  Sara Errani
- Mayar Sherif → sostituita da  Julia Grabher
- Martina Trevisan → sostituita da  Rebeka Masarova

## Partecipanti al doppio

### Teste di serie
| Nazione | Giocatrice        | Nazione     | Giocatrice         | Ranking* | Testa di serie |
| ------- | ----------------- | ----------- | ------------------ | -------- | -------------- |
| Romania | Irina Bara        | Georgia     | Ekaterine Gorgodze | 112      | 1              |
|         | Aleksandra Panova | Paesi Bassi | Arantxa Rus        | 176      | 2              |

* Ranking al 23 maggio 2022.

## Campionesse

### Singolare
Zheng Qinwen ha sconfitto in finale  Wang Xiyu con il punteggio di 6–4, 4–6, 6–3.

### Doppio
Aliona Bolsova /  Rebeka Masarova hanno sconfitto in finale  Aleksandra Panova /  Arantxa Rus con il punteggio di 6–0, 6–3.